# Alexandr
Alexandr (nebo také Alexander) je mužské jméno pocházející z řeckého Alexandros – „ochránce lidu“. Původním nositelem tohoto jména byl Alexandr Veliký. Ženskou i mužskou domáckou podobou je jméno Saša. Podle českého občanského kalendáře má svátek 27. února. Ženskou obdobou tohoto jména je Alexandra. Jiná podobná varianta je Alex nebo Alexej.

## Domácké podoby
Alek, Alex, Ali, Lexa, Lexík, Saša, Sašenka, Saška

## Statistické údaje

### Pro jméno Alexandr
Následující tabulka uvádí četnost jména v ČR a pořadí mezi mužskými jmény ve srovnání dvou roků, pro které jsou dostupné údaje MV ČR – lze z ní tedy vysledovat trend v užívání tohoto jména:
| Rok       | Četnost    | Pořadí   |
| 1999      | 4227       | 90.      |
| 2002      | 4341       | 89.      |
| Porovnání | o 114 více | o 1 lépe |
| 2006      | 5119       | 88.      |
| 2013      | 6019       | 197.     |
| 2016      | 6609       | 190.     |

Změna procentního zastoupení tohoto jména mezi žijícími muži v ČR (tj. procentní změna se započítáním celkového úbytku mužů v ČR za sledované tři roky 1999–2002) je +3,5%, což svědčí o nárůstu obliby tohoto jména.

### Pro jméno Alexander
| Rok       | Četnost  | Pořadí      |
| 1999      | 3020     | 102.        |
| 2002      | 3014     | 102.        |
| Porovnání | o 6 méně | žádná změna |
| 2006      | 3808     | 102.        |
| 2013      | 2957     | 266.        |
| 2016      | 2987     | 269.        |

Změna procentního zastoupení tohoto jména mezi žijícími muži v ČR (tj. procentní změna se započítáním celkového úbytku mužů v ČR za sledované tři roky 1999–2002) je +0,5%.

## Alexandr v jiných jazycích
- Slovensky, anglicky, německy: Alexander
- Polsky: Aleksander
- Srbocharvátsky, bulharsky: Aleksandar
- Rusky: Александр (Aleksandr)
- Maďarsky: Sándor
- Rumunsky: Alexandru
- Italsky: Alessandro
- Španělsky: Alejandro
- Francouzsky: Alexandre
- Ukrajinsky: Олександр (Oleksandr)

## Známí Alexandrové
- Alexandr I. († kolem 115) – papež
- Alexandr II. († 1073) – papež
- Alexandr III. (1105–1181) – papež
- Alexandr IV. († 1161) – papež
- Alexandr V. (1339–1410) – papež
- Alexandr VI. (1431–1503) – papež
- Alexandr VII. (1599–1667) – papež
- Alexandr VIII. (1610–1691) – papež
- Alexandr Něvský (1220–1263) – ruský kníže
- Alexandr I. Pavlovič (1777–1825) – ruský car
- Alexandr I. Skotský († 1124) – skotský král
- Alexandr II. Nikolajevič (1818–1881) – ruský car
- Alexandr III. Alexandrovič (1845–1894) – ruský car
- Alexandr Veliký (356–323 př. n. l.) – makedonský král
- Alexandru I. (Aldea; 1397–1436) – valašský kníže
- Alexander Fleming (1881–1955) – skotský lékař, známý objevem baktericidních účinků lysozymu
- Vilém-Alexandr Nizozemský (* 1967) – nizozemský král
- Alexandr (Agrikov) (* 1953) – kněz ruské pravoslavné církve, arcibiskup a metropolita brjanský a sevský
- Alexandr (Echevarria) (* 1956) – kněz ruské pravoslavné církve, biskup veveyský a vikář londýnské a západoevropské eparchie
- Alexandr (Zajcev) (* 1969) – kněz ruské pravoslavné církve, biskup plesecký a kargopolský

rodné jméno
- Aleksandr Abdulov – ruský herec a scenárista
- Alexandr Afanasjevič Abissov –  jerej ruské pravoslavné církve a mučedník
- Alexandr Alexandrovič Aljechin – ruský šachista
- Alexander Bach – rakouský konzervativní politik, ministr spravedlnosti a vnitra
- Alexandr Romanovič Běljajev – ruský spisovatel
- Alexandr Alexandrovič Blok – ruský básník a dramatik
- Alexis Denisof – americký herec
- Alexandre Dumas – francouzský spisovatel
- Alexandr Gabyšev – rusko-jakutský aktivista, šaman
- Alexandr Grin – ruský spisovatel
- Alexander Graham Bell – americký vědec, vynálezce telefonu
- Alexander Dubček – slovenský politik
- Alexander Hackenschmied – český fotograf, kameraman a režisér
- Alexandr Fjodorovič Kerenskij – ruský politik
- Alexandr Kliment – český spisovatel
- Alexandr Kolčak – ruský admirál a bělogvardějec
- Alexandr Malofejev – ruský klavírista
- Alexandr Ovečkin – ruský hokejista
- Alexandr Sjomin – ruský hokejista
- Alexandr Sergejevič Puškin – ruský spisovatel
- Alexandr Isajevič Solženicyn – ruský spisovatel
- Alexandr Thöndel – český právník a vysokoškolský pedagog
- Alexandr Vasiljevič Suvorov – ruský vojevůdce
- Alexandr Vondra – český diplomat
- Alexandr z Ferma – biskup a mučedník
- Alexandr z Gomanu –  byzantský mnich a opat
- Alexandr z Chrudimi – český františkán

fiktivní
- Alexandr Bůček – přezdívka postavy ze seriálu Comeback

## Známí nositelé jména Saša
- Sasha Mitchell – americký herec
- Saša Gedeon – český režisér
- Saša Rašilov – více osob, rozcestník
- Sasha – německý zpěvák
- Sacha Baron Cohen  – britský herec a komik

## Alexander jako příjmení
Viz článek Alexander (příjmení).